# Kolarstwo na Letnich Igrzyskach Olimpijskich 1984
Kolarstwo na Letnich Igrzyskach Olimpijskich 1984 w Los Angeles rozgrywane było w dniach 29 lipca - 3 sierpnia. W zawodach wzięło udział 359 kolarzy z 54 krajów. Po raz pierwszy w kolarstwie na igrzyskach, wystąpiły kobiety. Oprócz tego, swój olimpijski debiut miał wyścig punktowy. Reprezentacja Polski, podobnie jak w innych dyscyplinach, nie wystartowała. Długość indywidualnego wyścigu szosowego wynosiła 79,2 km dla kobiet i 190,2 km dla mężczyzn.

## Medaliści
| Konkurencja                             | Złoto                                                                          | Srebro                                                                       | Brąz                                                                          |
| Klasyfikacja kobiet                     |                                                                                |                                                                              |                                                                               |
| kolarstwo szosowe                       |                                                                                |                                                                              |                                                                               |
| Wyścig indywidualny ze startu wspólnego | Connie Carpenter                                                               | Rebecca Twigg                                                                | Sandra Schumacher                                                             |
| Klasyfikacja mężczyzn                   |                                                                                |                                                                              |                                                                               |
| kolarstwo szosowe                       |                                                                                |                                                                              |                                                                               |
| Wyścig indywidualny ze startu wspólnego | Alexi Grewal                                                                   | Steve Bauer                                                                  | Dag Otto Lauritzen                                                            |
| Drużynowa jazda na czas                 | Włochy · Marcello Bartalini · Marco Giovannetti · Eros Poli · Claudio Vandelli | Szwajcaria · Alfred Achermann · Richard Trinkler · Laurent Vial · Benno Wiss | Stany Zjednoczone · Ron Kiefel · Roy Knickman · Davis Phinney · Andrew Weaver |
| kolarstwo torowe                        |                                                                                |                                                                              |                                                                               |
| Sprint                                  | Mark Gorski                                                                    | Nelson Vails                                                                 | Tsutomu Sakamoto                                                              |
| Wyścig drużynowy na dochodzenie         | Australia · Michael Grenda · Kevin Nichols · Michael Turtur · Dean Woods       | Stany Zjednoczone · Dave Grylls · Steve Hegg · Pat McDonough · Leonard Nitz  | RFN · Reinhard Alber · Rolf Gölz · Roland Günther · Michael Marx              |
| Wyścig indywidualny na dochodzenie      | Steve Hegg                                                                     | Rolf Gölz                                                                    | Leonard Nitz                                                                  |
| 1 km na czas                            | Fredy Schmidtke                                                                | Curt Harnett                                                                 | Fabrice Colas                                                                 |
| Wyścig punktowy                         | Roger Ilegems                                                                  | Uwe Messerschmidt                                                            | Manuel Youshimatz                                                             |

### Kolarstwo szosowe

#### Kobiety

##### Indywidualny wyścig ze startu wspólnego
| Miejsce | Państwo           | Zawodniczka       | Czas        |
| ------- | ----------------- | ----------------- | ----------- |
| 1.      | Stany Zjednoczone | Connie Carpenter  | 2:11:14.0 h |
| 2.      | Stany Zjednoczone | Rebecca Twigg     | +0:00 min   |
| 3.      | RFN               | Sandra Schumacher | +0:00 min   |
| 4.      | Norwegia          | Unni Larsen       | +0:00 min   |
| 5.      | Włochy            | Maria Canins      | +0:00 min   |
| 6.      | Francja           | Jeannie Longo     | +1:21 min   |
| 7.      | Dania             | Helle Sørensen    | +2:14 min   |
| 8.      | RFN               | Ute Enzenauer     | +2:14 min   |

#### Mężczyźni

##### Indywidualny wyścig ze startu wspólnego
| Miejsce | Państwo           | Zawodnik           | Czas      |
| ------- | ----------------- | ------------------ | --------- |
| 1.      | Stany Zjednoczone | Alexi Grewal       | 4:59:57 h |
| 2.      | Kanada            | Steve Bauer        | +0:00 min |
| 3.      | Norwegia          | Dag Otto Lauritzen | +0:21 min |
| 4.      | Norwegia          | Morten Sæther      | +0:21 min |
| 5.      | Stany Zjednoczone | Davis Phinney      | +1:19 min |
| 6.      | Stany Zjednoczone | Thurlow Rogers     | +1:19 min |
| 7.      | Jugosławia        | Bojan Ropret       | +1:19 min |
| 8.      | Kolumbia          | Néstor Mora        | +1:19 min |

##### Drużynowa jazda na czas
| Miejsce | Państwo           | Zawodnik                                                               | Czas      |
| ------- | ----------------- | ---------------------------------------------------------------------- | --------- |
| 1.      | Włochy            | Marcello Bartalini Marco Giovannetti Eros Poli Claudio Vandelli        | 1:58:28 h |
| 2.      | Szwajcaria        | Alfred Achermann Richard Trinkler Laurent Vial Benno Wiss              | 2:02:38 h |
| 3.      | Stany Zjednoczone | Ron Kiefel Roy Knickman Davis Phinney Andrew Weaver                    | 2:02:46 h |
| 4.      | Holandia          | Jos Alberts Erik Breukink Maarten Ducrot Gert Jakobs                   | 2:02:57 h |
| 5.      | Szwecja           | Bengt Asplund Per Christiansson Magnus Knutsson Håkan Larsson          | 2:04:46 h |
| 6.      | Francja           | Jean-François Bernard Philippe Bouvatier Thierry Marie Denis Pelizzari | 2:05:07 h |
| 7.      | Dania             | John Carlsen Kim Eriksen Lars Jensen Søren Lilholt                     | 2:05:31 h |
| 8.      | Wielka Brytania   | Steve Poulter Keith Reynolds Pete Sanders Darryl Webster               | 2:05:51 h |

### Kolarstwo torowe

#### Sprint
| Miejsce | Państwo           | Zawodnik          |
| ------- | ----------------- | ----------------- |
| 1.      | Stany Zjednoczone | Mark Gorski       |
| 2.      | Stany Zjednoczone | Nelson Vails      |
| 3.      | Japonia           | Tsutomu Sakamoto  |
| 4.      | Francja           | Philippe Vernet   |
| 5.      | RFN               | Gerhard Scheller  |
| 6.      | Argentyna         | Marcelo Alexandre |
| 7.      | Australia         | Kenrick Tucker    |
| 8.      | RFN               | Fredy Schmidtke   |

#### Drużynowo na dochodzenie
| Miejsce | Państwo           | Zawodnik                                                           |
| ------- | ----------------- | ------------------------------------------------------------------ |
| 1.      | Australia         | Michael Grenda Kevin Nichols Michael Turtur Dean Woods             |
| 2.      | Stany Zjednoczone | Dave Grylls Steve Hegg Pat McDonough Leonard Nitz                  |
| 3.      | RFN               | Reinhard Alber Rolf Gölz Roland Günther Michael Marx               |
| 4.      | Włochy            | Roberto Amadio Massimo Brunelli Maurizio Colombo Silvio Martinello |
| 5.      | Dania             | Dan Frost Michael Markussen Jørgen Pedersen Brian Holm Sørensen    |
| 6.      | Francja           | Didier Garcia Éric Louvel Pascal Potié Pascal Robert               |
| 7.      | Szwajcaria        | Daniel Huwyler Hans Ledermann Hansrüdi Märki Jörg Müller           |
| 8.      | Belgia            | Rudi Ceyssens Roger Ilegems Peter Roes Joseph Smeets               |

#### Indywidualnie na dochodzenie
| Miejsce | Państwo           | Zawodnik        |
| ------- | ----------------- | --------------- |
| 1.      | Stany Zjednoczone | Steve Hegg      |
| 2.      | RFN               | Rolf Gölz       |
| 3.      | Stany Zjednoczone | Leonard Nitz    |
| 4.      | Australia         | Dean Woods      |
| 5.      | Dania             | Jørgen Pedersen |
| 6.      | Holandia          | Jelle Nijdam    |
| 7.      | Francja           | Pascal Robert   |
| 8.      | Australia         | Michael Grenda  |

#### 1 km na czas
| Miejsce | Państwo           | Zawodnik          | Czas      |
| ------- | ----------------- | ----------------- | --------- |
| 1.      | RFN               | Fredy Schmidtke   | 1:06.10 h |
| 2.      | Kanada            | Curt Harnett      | 1:06.44 h |
| 3.      | Francja           | Fabrice Colas     | 1:06.65 h |
| 4.      | Trynidad i Tobago | Gene Samuel       | 1:06.69 h |
| 5.      | Nowa Zelandia     | Craig Adair       | 1:06.96 h |
| 6.      | Jamajka           | David Weller      | 1:07.24 h |
| 7.      | Argentyna         | Marcelo Alexandre | 1:07.29 h |
| 8.      | Stany Zjednoczone | Rory O'Reilly     | 1:07.39 h |

#### Wyścig punkotwy
| Miejsce | Państwo       | Zawodnik          |
| ------- | ------------- | ----------------- |
| 1.      | Belgia        | Roger Ilegems     |
| 2.      | RFN           | Uwe Messerschmidt |
| 3.      | Meksyk        | Manuel Youshimatz |
| 4.      | Szwajcaria    | Jörg Müller       |
| 5.      | Argentyna     | Juan Curuchet     |
| 6.      | Australia     | Glenn Clarke      |
| 7.      | Nowa Zelandia | Brian Fowler      |
| 8.      | Holandia      | Derk van Egmond   |

## Klasyfikacja medalowa
| #  | Reprezentacja     | Złoto | Srebro | Brąz | Razem |
| -- | ----------------- | ----- | ------ | ---- | ----- |
| 1. | Stany Zjednoczone | 4     | 3      | 2    | 9     |
| 2. | RFN               | 1     | 2      | 2    | 5     |
| 3. | Australia         | 1     | 0      | 0    | 1     |
|    | Belgia            | 1     | 0      | 0    | 1     |
|    | Włochy            | 1     | 0      | 0    | 1     |
| 6. | Kanada            | 0     | 2      | 0    | 2     |
| 7. | Szwajcaria        | 0     | 1      | 0    | 1     |
| 8. | Francja           | 0     | 0      | 1    | 1     |
|    | Japonia           | 0     | 0      | 1    | 1     |
|    | Meksyk            | 0     | 0      | 1    | 1     |
|    | Norwegia          | 0     | 0      | 1    | 1     |